# Olavo Hanssen
Olavo Hanssen (São Paulo, 14 de dezembro de 1937 – 9 de maio de 1970) foi um sindicalista brasileiro e dirigente do PORT (Partido Operário Revolucionário Trotskista).
Em maio de 1970, foi preso e torturado, e seu corpo foi encontrado perto do Museu do Ipiranga. O motivo da morte ainda está em investigação; há indícios de que tenha morrido em consequência da tortura a que foi submetido. Seu caso é investigado pela Comissão Nacional da Verdade.

## Biografia
Filho primogênito de Harald Hanssen e Borborema Hanssen e irmão mais velho de Castelo Hanssen, sempre viveu na periferia de São Paulo e mudou-se para Mauá em 1954.
Em 1960, ingressou no curso de Engenharia de Minas da Universidade de São Paulo, em 1960. Fez campanha para a candidatura de Jânio Quadros para presidente e fundou um Comitê de Apoio, em Mauá. Foi membro do Grêmio politécnico, que fez assembleias e tirou o manifesto, discutindo o problema da reforma agrária, reforma urbana, da remessa de lucros.
Com a renúncia de Jânio, em 1961, estudando na Universidade Politécnica, conheceu o PORT (Partido Operário Revolucionário Trotskista). Entrou para a militância política e saiu de casa, indo morar em uma pensão. Tornou-se operário e passou por cinco prisões, sem renegar os seus ideiais e compromissos políticos com o partido e a classe trabalhadora.
Foi preso pela primeira vez distribuindo panfletos aos operários, em defesa de Cuba, em 1963. Alguns meses depois, abandou os estudos e aceitou a proposta do PORT de se proletarizar.
Trabalhando em uma fábrica de carrocerias no bairro de Vila Maria, em São Paulo, Olavo, apelidado de Totó, se filiou ao Sindicato dos Metalúrgicos e começou a intervir no movimento sindical, tornando-se membro ativo da oposição sindical.
Logo depois, veio o Golpe Militar. O sindicato sofreu intervenção, o presidente e o vice presidente estavam foragidos e começou uma luta contra os interventores, pelo direito de greve.
Olavo foi preso cinco vezes ao longo de sua atuação. Militou no PORT de 1961 até sua morte com 32 anos, em 1970.
A também militante do Port, Dulce Muniz, presa junto com Olavo em 1970, disse em entrevista “Toda a desgraça que você pode imaginar, de aviltamento que um ser humano possa fazer a outro foi feito ao Olavo. Mas ele manteve sempre a cabeça dele erguida e é essa lembrança que eu tenho dele: de um homem bom, de um jovem bom. Eu tinha 22 anos, ele tinha 32 e para nós ele parecia mais velho. (...) Preocupado com os meninos que éramos nós. Ele tentou nos proteger de todas as formas. Quando eu subia e descia para dar depoimento ele fazia questão de vir até a portinhola da porta da cela para falar comigo. Ele falava sempre: 'E aí, companheirinha, tudo bem?'. Eu falava: 'Tudo bem, Olavo. Eu consegui me sair bem. Até a última vez que ele não pôde caminhar sozinho, foi carregado pelos companheiros até à porta e me perguntou mais uma vez: 'E aí, companheirinha, tudo bem?’. E aí foi a última vez que eu vi o Olavo.”

## Morte
Sua última prisão foi em 1º de maio de 1970, na praça de esportes da vila Maria Zélia, quando distribuía panfletos durante comemoração operária pela passagem do Dia Internacional do Trabalhor.
Já com muitas passagens pela polícia, foi preso com mais 18 pessoas. Não estava ligado a atos de terrorismo. 
Mesmo assim foi levado ao quartel general da Polícia Militar, depois para a Oban, e enfim, para o DOPS, onde foi torturado, sofrendo choques elétricos, queimaduras e afogamentos.
Os presos políticos exigiram que fosse chamado um médico para prestar assistência a Olavo, o que só foi realizado em 6 de maio.
Olavo foi torturado do dia 2 ao dia 8 de maio, e somente no dia 8, quando já estava em estado de coma, foi dada a ordem para que ele fosse removido para um hospital. Foi levado às pressas para o Hospital do Exército no bairro do Cambuci. No dia 10 de maio, um funcionário do IML (Instituto Médico Legal) visitou a família e deu a versão de que Olavo se suicidara no dia 9 usando um veneno, e que o corpo fora encontrado em um terreno baldio, nas imediações do Museu do Ipiranga. Os oficiais chegaram a injetar um inseticida chamado Paration em Olavo, a fim de comprovar o suicídio por envenenamento. A tentativa de ocultar o assassinato sob tortura foi denunciada. No dia 13 de maio, representantes das federações dos bancários e dos químicos e de 21 sindicatos redigiram um telegrama pedindo providências para o esclarecimento dos fatos, enviando ao presidente da República, a parlamentares, à imprensa e a autoridades locais e internacionais. Uma grande campanha foi empreendida denunciando sua morte. Os deputados Franco Montoro e Oscar Pedroso Horta denunciaram o caso na Câmara, o MDB levou o caso o Conselho de Defesa dos Direitos da Pessoa Humana.
Diante das denúncias, o governo abriu um IPM (Inquérito Policial Militar) para apurar as possíveis irregularidades. O inquérito foi encerrado dois meses depois, com o seguinte parecer: “Olavo Hansen praticara o suicídio com Paration, que conseguira manter escondido em suas vestes após a prisão”. Assim, o juiz-auditor Nelson Machado da Silva Guimarães, arquivou o caso.
Olavo Hanssen foi o primeiro operário morto, depois de torturado, nas dependências do Deops (Departamento Estadual de Ordem Política e Social) de São Paulo.
O Estado brasileiro só foi responsabilizado em 29 de fevereiro de 1996, no caso 82/96 da CEMDP (Comissão Especial sobre Mortos e Desaparecidos Políticos), comandado pelo relator Oswaldo Pereira Gomes, que destacou: "'é inaceitável a versão de suicídio e encontro do cadáver em via pública".'

## Repercussão
No dia 25 de maio de 2013, o salão da Sociedade Amigos da Vila Maria Zélia, reuniu mais de 300 pessoas no ato público pela punição dos crimes da ditadura militar “Justiça para Olavo Hanssen”.
Convocado pela Comissão da Verdade Rubens Paiva e por várias entidades, o ato foi realizado no mesmo local onde ocorreu a manifestação do 1º de Maio de 1970, na qual o operário Olavo Hanssen foi preso e depois torturado e morto pelos agentes da ditadura. O ato contou com o apoio dos sindicatos dos químicos de São Paulo e do ABC, além da CUT-SP.
Segue a carta à presidente Dilma Rousseff, aprovada por aclamação no evento:
| “ | CARTA ABERTA À PRESIDENTA DA REPÚBLICA DILMA ROUSSEFF Nós, familiares de presos e desaparecidos políticos, entidades sindicais, dirigentes políticos, trabalhadores, jovens, acadêmicos e profissionais de distintas atividades, reunidos na tarde de 25 de maio de 2013, na Vila Maria Zélia, em São Paulo, por ocasião da homenagem ao militante operário Olavo Hanssen, assassinado em maio de 1970 pelos agentes da repressão da ditadura, nos dirigimos à Chefe de Estado Brasileiro para: 1. Declarar publicamente nosso apoio ao esforço das distintas Comissões da Verdade, que se estabeleceram em todo o país, em apurar as circunstâncias dos milhares de casos de violência cometidos contra o povo brasi¬leiro e identificar os responsáveis pelos crimes praticados pelos agentes da ditadura militar. 2. Rechaçar com veemência as provocações sacadas no depoimento à Comissão Nacional da Verdade pelo facínora torturador Brilhante Ustra, que se permitiu a arrogância de chamar a Presidenta da República de terrorista. O lugar desse criminoso - responsável direto por mais de 60 assassinatos e violências contra milhares de brasileiros - é a cadeia e a lata de lixo da história. 3. Sra. Presidenta, exigimos que, como Comandante em Chefe das Forças Armadas, que faça valer sua au¬toridade suprema e obrigue o Exército, a Marinha e a Aeronáutica e todos os órgãos governamentais a entre¬gar os arquivos que estão sob seu poder, arquivos estes que revelam não só os crimes perpetrados bem como os agentes, mandantes e executores destes crimes. 4. Clamamos mais uma vez, para todas as autoridades democraticamente constituídas no país, que os criminosos da ditadura devem pagar perante a justiça por seus crimes. Não existe anistia aos crimes perpetra¬dos. Não há justiça sem punição. Cabe ao Poder Executivo dar os meios de que dispõe para tal. O povo tem o direito de ver seus algozes serem julgados e condenados. 5. Estamos alertas e mobilizados. Vamos continuar nossa luta até o fim. Conclamamos a todos para aderir a este chamado. São Paulo, 25 de maio de 2013 | ” |

De acordo com o jornalista Elio Gaspari, o assassinato de Olavo teria sido o primeiro "embaraço" do governo Médici, que até então negava a existência de tortura nas prisões. O caso obteve a primeira condenação do Estado brasileiro pela Comissão Interamericana de Direitos Humanos da Organização dos Estados Americanos (OEA), além de queixa feita à Organização Internacional do Trabalho (OIT). 
Olavo foi homenageado com uma rua no bairro Jova Rural, zona norte de São Paulo. 
Em Mauá cidade onde ainda reside sua família, a Escola Estadual Olavo Hansen, leva seu nome, em homenagem a sua História de luta e resistência.